# Pseudocoris
Pseudocoris is een geslacht van straalvinnige vissen uit de familie van lipvissen (Labridae). Het geslacht is voor het eerst wetenschappelijk beschreven in 1862 door Bleeker.

## Soorten
- Pseudocoris aequalis Randall & Walsh, 2008
- Pseudocoris aurantiofasciata Fourmanoir, 1971
- Pseudocoris bleekeri (Hubrecht, 1876)
- Pseudocoris heteroptera (Bleeker, 1857)
- Pseudocoris ocellata Chen & Shao, 1995
- Pseudocoris yamashiroi (Schmidt, 1931)